# Línea 37 de TMB
La línea 37 es una línea regular de autobús urbano de la ciudad de Barcelona, gestionada por la empresa TMB. Hace su recorrido entre el Hospital Clínico y Zona Franca, con una frecuencia en hora punta de 10-12min.

## Horarios
| 37         | Primer servicio A: Zona Franca | Primer servicio A: Hospital Clínico | Último servicio A: Zona Franca | Último servicio A: Hospital Clínico |
| Laborables | 05:30                          | 06:04                               | 23:20                          | 22:44                               |
| Sábados    | 05:30                          | 05:43                               | 23:20                          | 22:44                               |
| Festivos   | 06:10                          | 05:45                               | 23:20                          | 22:45                               |

## Recorrido
- De Hospital Clínico a Zona Franca por: Provenza, Villaroel, Tamarite, Viladomat, Manso, Avenida del Paralelo, Plaza de España, Gran Vía de las Cortes Catalanas, Pl. Ildefonso Cerdá, Pº de la Zona Franca y Calle A.

- De Zona Franca a Hospital Clínico por: Calle A. Pº de la Zona Franca, Pl. Ildefonso Cerdá, Gran Vía de las Cortes Catalanas, Plaza de España, Avenida del Paralelo, Parlamento, Conde de Urgel, Valencia, Aribau y Provenza.

## Otros datos
| Prestación                   | Disponibilidad en la línea |
| ---------------------------- | -------------------------- |
| Adaptada a                   | Sí                         |
| TMB iBus (tiempo de espera ) | Sí                         |
| Pantallas informativas*      | Sí                         |
| Línea de tránsito rápido     | No                         |
| Circula en días festivos     | Sí                         |

*Las pantallas informativas dan a conocer al usuario dentro del autobús de la próxima parada y enlaces con otros medios de transporte, destino de la línea, alteraciones del servicio, etc.